# 埃克斯穆爾國家公園
埃克斯穆尔国家公园（英語：Exmoor）是英国的一处国家公园，位于西南英格兰的索美塞特郡西部和德文郡南部地区。埃克斯穆尔国家公园内的最高点是Dunkery Beacon，高519米，也是索美塞特郡的最高点。埃克斯穆尔国家公园的总面积是692.8平方（267.5平方英里），其中71%属索美塞特郡，29%属德文郡。

## 外部連結
- Exmoor National Park Authority（页面存档备份，存于）
- The Exmoor Society（页面存档备份，存于） – a charity to protect and enhance the landscapes of Exmoor
- 中的“Exmoor”
- Exmoor Encyclopaedia

51°06′N 3°36′W / 51.100°N 3.600°W